# ربيطة (كيمياء حيوية)

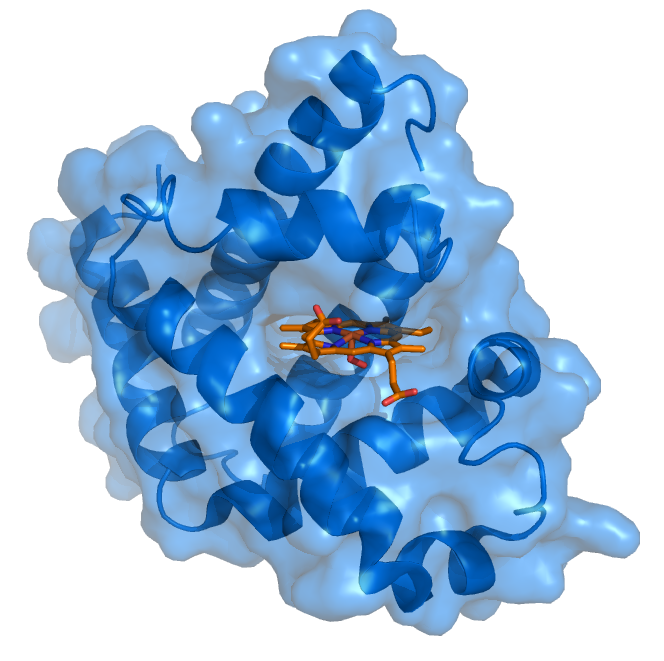
ميوغلوبين (أزرق) مع ربيطته (لجينته) الهيم (برتقالي) وهي مرتبطة به. بالاعتماد على

الربيطة أو اللجين (بالإنجليزية: ligand)‏ في الكيمياء الحيوية وعلم الأدوية عبارة عن مادة (عادة جزيء صغير) تشكل معقد مع جزيء حيوي لخدمة غرض بيولوجي. فمثلاً في معقد البروتين-الربيطة، عادة ما تقوم الربيطة بإثارة إشارة عند التحامها في موقع محدد مسبقاً على البروتين الهدف. أما في دراسات معقد الربيطة-الحمض النووي، فعادة ما تكون الربيطة عبارة عن أي جزيء صغير أو أيون أو حتى بروتين ترتبط مع اللولب المزدوج للحمض النووي.
الربط يحدث بسبب القوى بين الجزيئية، مثل الرابطة الأيونية والرابطة الهيدروجينية وقوى فان دير فال. في النظم البيولوجية، غالباً ما يكون التحام الربيطة في المعقد قابل للعكس أي يمكن ان يحدث تفكك، ونادرا ما تحدث رابطة تساهمية دائمة غير قابلة للتفكك.
عندما ترتبط الربيطة مع المستقبل البروتينيني (أي البروتين الهدف) فإن ذلك الارتباط يغير التشكل الكيميائي (الشكل ثلاثي الأبعاد) للبروتين، مما يؤدي إلى تغير حالة البروتين إلى الحالة الوظيفية وتبدأ بعد هذا التغير سلسة من التفاعلات تنتهي بالاستجابة المستهدفة التي تحقق الغرض من افراز الربيطة. فمثلاً: عندما عندما يرتبط هرمون الأنسولين (الربيطة) مع مستقبلات الانسولين (البروتين الهدف) في خلايا الكبد، تحدث تغيرات في المستقبل تنشأ بعده سلسلة من التفاعلات تؤدي إلى امتصاص خلايا الكبد للجلوكوز من الدم وتحوله إلى جليكوجين.

## روابط خارجية
- BindingDB قاعدة بيانات عامة تبين القيم المقيسة لانجذاب البروتين-والربيطة للارتباط ببعضهما.
- BioLiP قاعدة بيانات شاملة للتفاعل فيما بين البروتين والربيطة.